# Tim Gallegos
Tim Gallegos was de basgitarist voor Wasted Youth en daarna voor de Amerikaanse punkrockband Bad Religion. In zijn tijd bij Bad Religion van 1984 tot 1986 heeft hij slechts meegespeeld in één single: Back to the Known.
Hij heeft Paul Dedona opgevolgd en werd zelf opgevolgd door Jay Bentley.
Tegenwoordig woont hij in Hermosa Beach, Californië.